# Tubo Miller-Abbott
Un tubo de Miller-Abbott es un tubo que se usa para tratar obstrucciones en el intestino delgado mediante intubación . Fue desarrollado en 1934 por William Osler Abbott y Thomas Grier Miller . El dispositivo mide alrededor de 3 metros (9,8 pies) de largo y tiene un globo distal en un extremo. Está formado por dos tubos, uno para inflar el balón en el duodeno y otro para el paso del agua. Mientras se inserta, el bario pueden pasar a través de ellos, y esto, junto con la radiografía, puede proporcionar información de diagnóstico sobre una lesión. Se ha utilizado una bolsa llena de mercurio con estos tubos para ayudar con la descompresión de un intestino obstruido, aunque se han registrado casos de rotura y en ocasiones de intoxicación por mercurio .